# 스토커 (비디오 게임 시리즈)
《스토커》(영어: S.T.A.L.K.E.R.)는 GSC 게임 월드가 개발한 1인칭 슈팅 비디오 게임 시리즈이다.

## 시리즈
- 스토커: 쉐도우 오브 체르노빌 (2007)
- 스토커: 클리어 스카이 (2008)
- 스토커: 콜 오브 프리피야트 (2009)
- 스토커 2: 하트 오브 체르노빌 (2022)